# Starby församling
Starby församling var en församling i Lunds stift och i Ängelholms kommun. Församlingen uppgick 1998 i Strövelstorps församling.

## Administrativ historik
Församlingen har medeltida ursprung. 
Församlingen var till 1962 annexförsamling i pastoratet Höja och Starby. Från 1962 till 1998 annexförsamling i pastoratet Strövelstorp, Ausås och Starby. Församlingen uppgick 1998 i Strövelstorps församling.

## Kyrkobyggnader
- Starby kyrka